# Snöskyffel

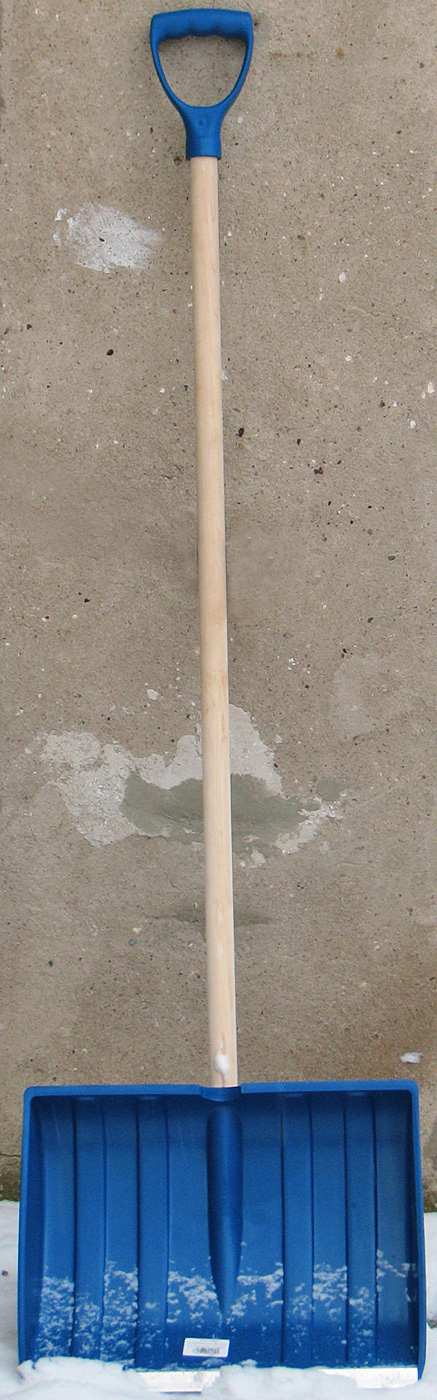
En snöskyffel.

En snöskyffel är ett redskap som är till för att skotta bort snö, från bland annat vägar, uppfarter och tak.

## Användning
Det finns olika tekniker att skotta snö, den vanligaste tekniken är att helt enkelt sätta skyffeln i snön man vill få bort, därefter så går man ner med benen och kastar iväg snön dit man vill ha den. Observera att man ska lyfta upp snön med benen och inte ryggen. Om man lyfter med ryggen så löper risken att skada sig, genom att sträcka ryggmusklerna eller få ryggskott. Då inte alla kan lyfta med benen på grund av ålder, skador eller liknande så finns det andra sorters snöskyfflar än den klassiska som syns på bild till höger, som gynnar ryggen, det finns även snöskyfflar som minskar det fysiska arbetet. 

## Andra sorters snöskyfflar

### Snösläde
En snösläde är utformad precis som en släde och fördelen med denna är att användaren inte behöver böja sig för att komma åt snön eller skicka iväg den. Vilket gynnar den som är mån om ryggen. En annan fördel är att man kan ta mer snö per omgång, men detta är också en nackdel då snön kan bli lite för tung när man sedan ska skicka iväg snön om man jämför med den klassiska.

### Lavinspade
En lavinspade är väldigt lätt att ta med sig var man än ska. Den är först och främst gjord för lavinolyckor, men den är också väldigt bra alternativ att ha med sig i bilen så att man enkelt kan ta skotta sig loss om man fastnat i snön. Den är dock inte ett dugg praktisk vid skottning av större ytor, exempelvis uppfarter och liknande. Den är sämre än en klassisk snöskyffel på större ytor men mycket mer praktisk och smart vid mindre ytor.